# 卵形色雷西蛤
卵形色雷西蛤（学名：Thracia ovata），是笋螂目色雷西蛤科色雷西蛤属的一种。主要分布于中国大陆，常栖息在水深46米细砂底。